# Мишело, Роже
Роже́ Мишело́ (Мишло́, фр. Roger Michelot; 8 июня 1912, Сен-Дизье, Франция — 19 марта 1993, Тулон, Франция) — французский боксёр, чемпион Олимпийских игр в Берлине 1936 года в полутяжёлом весе.

## Спортивная карьера
Олимпийские игры 1932
Принял участие в Олимпийских играх в Лос-Анджелесе (1932), где занял 4-е место.
В среднем весе в турнире участвовало 10 человек. Допускалось участие одного представителя от каждой страны.
Результаты на Олимпийских играх 1932 (вес до 72,57 кг):
- Победил Луи Лавуа (Канада) по очкам.
- Победил Ганса Бернлёра (Германия) по очкам.
- Проиграл Амадо Асару (Аргентина) по очкам.
- Проиграл (за 3-4 место) Эрнесту Пирсу[англ.] (Южная Африка) по очкам.

Олимпийские игры 1936
Принял участие в Олимпийских играх в Берлине (1936), где завоевал золотую медаль.
В полутяжёлом весе в турнире участвовал 21 человек. Допускалось участие одного представителя от каждой страны.
В олимпийском финале, против представителя хозяев, немецкого боксера Рихарда Фогта, Мишело, проиграв первый раунд, сумел переломить ход боя и одержать победу.
Результаты на Олимпийских играх 1936 (вес до 79,38 кг):
- В первом круге был свободен.
- Во втором круге объявлен победителем ввиду неявки соперника — Энрике Кироза (Перу).
- Победил Борга Хольм Йоханесена (Дания) по очкам.
- Победил Сидни Роберта «Роби» Лейббрандта (Южная Африка) по очкам.
- Победил Рихарда Фогта (Германия) по очкам.

Профессиональный бокс
В профессиональном боксе начал выступать только с февраля 1942 года и выступал недолго, не добившись значимых успехов. Уже 17 ноября 1943 года провёл свой последний официальный бой.

## Интересные факты
- Снимался в кино в художественном фильме Марселя Карне "Воздух Парижа" (1954).
- Во французском художественном фильме 1982 года «Ас из асов» показаны персонажи — члены сборной Франции по боксу 1936 года, в том числе Роже Мишело и Жан Деспо.
- Является прадедом известного французского гандболиста Матьё Гребилля[3].